# Neptis guamensis
Neptis guamensis är en fjärilsart som beskrevs av Swinhoe 1916. Neptis guamensis ingår i släktet Neptis och familjen praktfjärilar. Inga underarter finns listade i Catalogue of Life.